# PSR J1719-1438b
PSR J1719-1438b  ist ein extrasolarer Planet, der am 25. August 2011 in einer extrem engen Umlaufbahn um PSR J1719-1438, einen Millisekunden-Pulsar, entdeckt wurde.
Es herrscht aufgrund der vermuteten Entstehung dieses Objekts aus einem Weißen Zwerg Uneinigkeit darüber, ob es als (Exo)planet bezeichnet werden soll, oder allgemeiner als Objekt planetarer Masse, oder konkreter z. B. als „Kohliger Weißer Zwerg ultraniedriger Masse“.

## Charakter
PSR J1719-1438b hat einen Durchmesser von 60.000 km (etwa halb so groß wie der des Jupiters) bei einer minimalen Dichte von 23 Gramm pro Kubikzentimeter. Seine Masse entspricht ungefähr 1,02 Jupitermassen. Der Planet des zentralen Pulsars besteht mit ziemlicher Wahrscheinlichkeit größtenteils aus kristallinem Kohlenstoff oder Diamant. PSR J1719 -1438 b und PSR J1719 -1438 waren vermutlich früher zwei Sterne in einem ultra-kompakten Low-Mass X-ray Binary (UC LMXB) Doppelsternsystem. Nachdem PSR J1719 -1438 als Supernova explodiert war und zu einem langsam rotierenden Pulsar wurde, ging PSR J1719 -1438 b zunächst in eine Rote-Riesen-Phase über. Durch fortdauernden Materieübertrag auf den Pulsar schrumpfte er zu einem Weißen Zwerg, von dem schließlich nur noch der „nackte“ Kern übrig blieb, während der Pulsar durch den steten Materieeinfall Drehimpuls aufnahm und zum Millisekundenpulsar beschleunigte.
Durch die extremen Bedingungen des Systems konvertierte der Weiße Zwerg also in einen Planeten, welcher sich hauptsächlich aus schweren Elementen wie Kohlenstoff und Sauerstoff zusammensetzt. PSR J1719 -1438 b umkreist seinen Zentralstern mit einem Abstand von 600.000 km, dies ist so eng, dass die Bahn des Planeten in die Sonne passen würde. Weiterhin braucht der Planet nur 2 Stunden, 10 Minuten und 37,0237 Sekunden (mittlerer Fehler: 20 Mikrosekunden), um PSR J1719-1438 zu umrunden.
Die Existenz solcher Diamant-Planeten war theoretisch postuliert.